# دانيلو سيكيوليتش
دانيلو سيكيوليتش هو لاعب كرة قدم صربي في مركز الوسط، ولد في 18 أبريل 1990 في سومبور في صربيا. لعب مع نادي بروليتر نوفي ساد ونادي فويفودينا وهايدوك كولا.

## وصلات خارجية
- دانيلو سيكيوليتش على موقع قاعدة بيانات كرة القدم.إي يو (الإنجليزية)
- دانيلو سيكيوليتش على موقع Soccerway.com (الإنجليزية)
- دانيلو سيكيوليتش على موقع عالم كرة القدم.نت (الإنجليزية)